# Großer Preis von Deutschland 1939

Der Nürburgring in seiner befahrenen Version der Nordschleife.

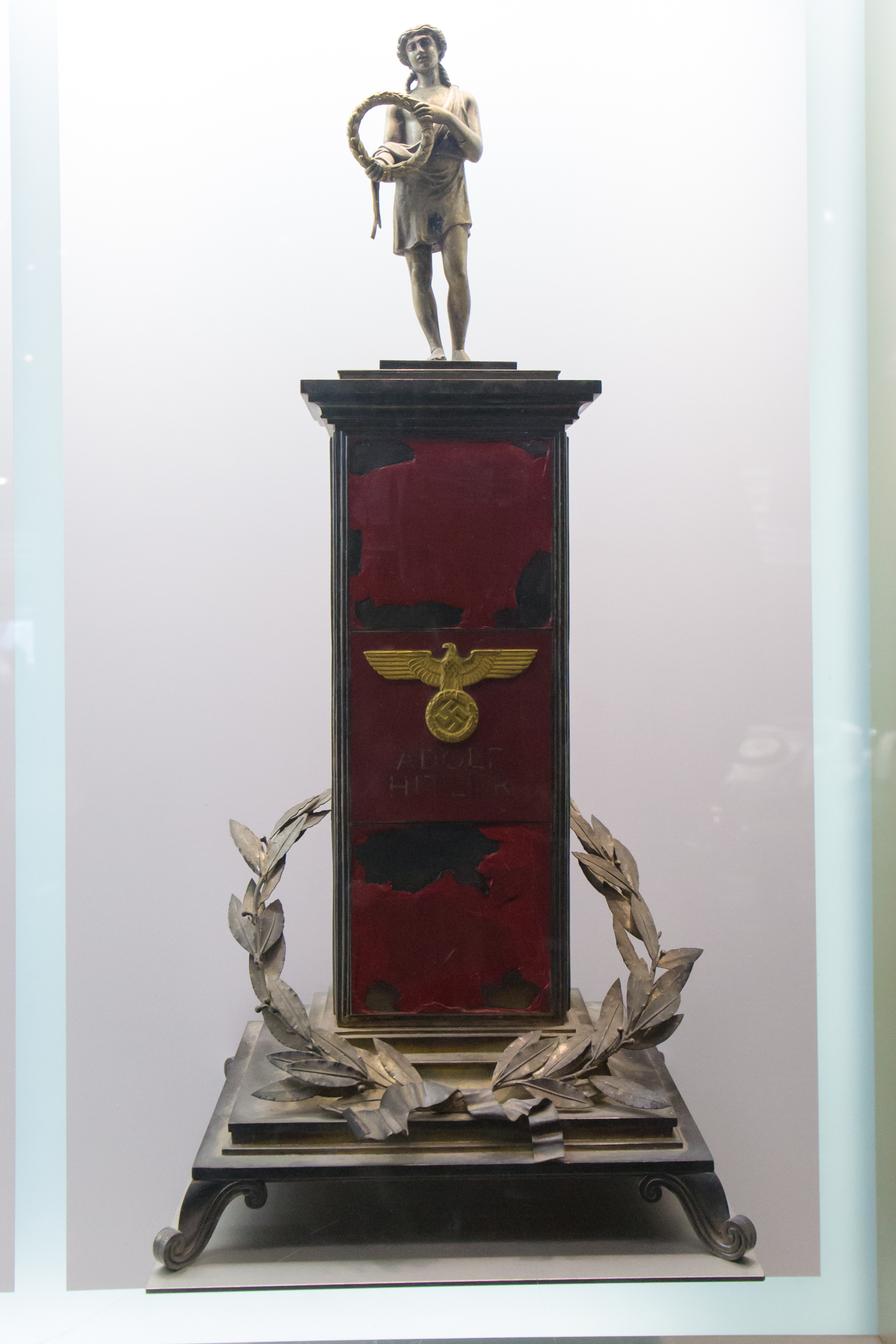
Siegertrophäe des Großen Preises von Deutschland 1939

Der XII. Große Preis von Deutschland fand am 23. Juli 1939 auf der Nordschleife des Nürburgrings statt. Als Grande Épreuve zählte das Rennen zur Grand-Prix-Europameisterschaft 1939 und wurde nach den Bestimmungen der Internationalen Grand-Prix-Formel (i. W. Rennwagen bis 3 Liter Hubraum mit Kompressor und bis 4,5 Liter Hubraum ohne Kompressor; Mindestgewicht 850 kg; Renndistanz mindestens 300 km) über 22 Runden à 22,810 km ausgetragen, was einer Gesamtdistanz von 501,82 km entsprach.
Sieger wurde Rudolf Caracciola auf einem Mercedes-Benz W 154, der damit den Großen Preis von Deutschland bereits zum sechsten Mal gewinnen konnte. Es war der letzte Grand-Prix-Erfolg seiner Karriere.

## Rennen
Wie immer betrieben die deutschen Rennställe zum Heimrennen auf dem Nürburgring maximalen Aufwand. Auto Union, mit Hermann Paul Müller siegreich im Großen Preis von Frankreich, trat mit fünf ihrer aktuellen Grand-Prix-Rennwagen vom Typ D an, die außerdem von Tazio Nuvolari, dem internationalen Spitzenfahrer des Teams, Hans Stuck, Rudolf Hasse und Georg Meier gefahren wurden.
Auch Daimler-Benz hatte viel Mühe darauf verwendet, die Motorprobleme der Mercedes-Benz W 154, die zur Niederlage im französischen Grand Prix geführt hatten, zu lösen. Neben dem üblichen Fahrer-Trio Rudolf Caracciola, Hermann Lang und Manfred von Brauchitsch, das bereits das Training dominierte, wurde ein viertes Auto für Nachwuchsfahrer Heinz Brendel eingesetzt.
Alfa Romeo hatte sein Grand-Prix-Programm dagegen vollkommen eingestellt, um sich ganz auf die Voiturette-Klasse zu konzentrieren, wo mit dem Alfa Romeo Tipo 158 „Alfetta“ ein Top-Auto zur Verfügung stand. Das Maserati-Team hingegen war nach längerer Abstinenz wieder bei einem Grand Prix vertreten. Neben Stammfahrer Luigi Villoresi wurde das zweite Cockpit an den ehemaligen Auto-Union-Reservefahrer Paul Pietsch für dessen Heimrennen vergeben. Pietsch war zuletzt in der Voiturette-Klasse für Maserati recht erfolgreich. Maseratis aktuelles Grand-Prix-Modell vom Typ Maserati 8CTF war den deutschen Silberpfeilen an Motorleistung zwar deutlich unterlegen, dafür aber auf dem kurvenreichen Nürburgring besonders handlich zu fahren.
Im Training unterbot Mercedes-Fahrer Lang mit seiner schnellsten Runde die alte Rekordmarke, die Bernd Rosemeyer 1937 noch mit einem doppelt so großen Motor herausgefahren hatte. Trotz des am Renntag herrschenden „Eifelwetters“ mit Nebel und leichtem Regen war Lang auch im Rennen nach wenigen Kurven vorne und kam mit einem stattlichen Vorsprung von knapp einer halben Minute vor seinem Teamkollegen von Brauchitsch aus der ersten Runde zurück. Aber schon zwei Umläufe später machten sich beim führenden Mercedes Anzeichen eines Motorschadens bemerkbar. Gleichzeitig mit Langs Aufgabe kam auch von Brauchitsch wegen eines Motorproblems an die Box, so dass Pietsch mit seinem Maserati überraschenderweise vorn lag. 
Das Wechselspiel um die Führung ging jedoch weiter, und weil Pietsch zum Nachstellen der Bremsen kurz stoppen musste, war nun Nuvolari mit seinem Auto Union für einige Runden vorn, bis das nasskalte Wetter auch seinem Motor zunehmend Schwierigkeiten bereitete und er deswegen ebenfalls einen Boxenstopp einlegen musste. Im Anschluss führte Caracciola kurz, aber weil auch bei ihm zu Rennmitte beim planmäßigen Boxenstopp ein Zündkerzenwechsel fällig war, kam er erst hinter den Auto-Union-Fahrern Hasse und Müller zurück auf die Strecke. 
Der Regen wurde stärker und als Regenspezialist arbeitete sich Caracciola wieder an die Spitze. Hasse hatte zwar noch zu kontern versucht, war dabei aber von der Strecke geraten und musste seinen beschädigten Auto Union abstellen, ebenso wie Nuvolari, dessen Motor wenig später – in dritter Position liegend – endgültig explodierte. Damit waren nur noch drei von elf gestarteten 3-Liter-Grand-Prix-Wagen mit Kompressor im Rennen und Caracciola auf Mercedes, Müller auf Auto Union und Pietsch auf Maserati – Letzterer trotz zweier Dreher und vier Boxenstopps mit einer Runde Rückstand – fuhren das Rennen in dieser Reihenfolge zu Ende.

## Meldeliste
| Team                         | Nr. | Fahrer                  | Info  | Chassis             | Motor                                   | Reifen |
| ---------------------------- | --- | ----------------------- | ----- | ------------------- | --------------------------------------- | ------ |
| Auto Union AG                | 02  | Tazio Nuvolari          |       | Auto Union Typ D    | Auto Union 3.0L V12 Kompressor          |        |
| Auto Union AG                | 04  | Hans Stuck              |       | Auto Union Typ D    | Auto Union 3.0L V12 Kompressor          |        |
| Auto Union AG                | 06  | Hermann Paul Müller     |       | Auto Union Typ D    | Auto Union 3.0L V12 Kompressor          |        |
| Auto Union AG                | 08  | Rudolf Hasse            |       | Auto Union Typ D    | Auto Union 3.0L V12 Kompressor          |        |
| Auto Union AG                | 10  | Georg Meier             |       | Auto Union Typ D    | Auto Union 3.0L V12 Kompressor          |        |
| Daimler-Benz AG              | 12  | Rudolf Caracciola       |       | Mercedes-Benz W 154 | Mercedes-Benz M 163 3.0L V12 Kompressor |        |
| Daimler-Benz AG              | 14  | Manfred von Brauchitsch |       | Mercedes-Benz W 154 | Mercedes-Benz M 163 3.0L V12 Kompressor |        |
| Daimler-Benz AG              | 16  | Hermann Lang            |       | Mercedes-Benz W 154 | Mercedes-Benz M 163 3.0L V12 Kompressor |        |
| Daimler-Benz AG              | 18  | Fahrer nicht benannt    | DNA   | Mercedes-Benz W 154 | Mercedes-Benz M 163 3.0L V12 Kompressor |        |
| Daimler-Benz AG              | 20  | Hans-Hugo Hartmann      | DNS a | Mercedes-Benz W 154 | Mercedes-Benz M 163 3.0L V12 Kompressor |        |
| Daimler-Benz AG              | 20  | Heinz Brendel           |       | Mercedes-Benz W 154 | Mercedes-Benz M 163 3.0L V12 Kompressor |        |
| R. Sommer                    | 22  | Raymond Sommer          |       | Alfa Romeo Tipo 308 | Alfa Romeo 3.0L I8 Kompressor           |        |
| Écurie Lucy O’Reilly Schell  | 24  | René Dreyfus            |       | Delahaye 145 b      | Delahaye 4.5L V12                       |        |
| Écurie Lucy O’Reilly Schell  | 26  | „Raph“                  |       | Delahaye 145 b      | Delahaye 4.5L V12                       |        |
| R. Mazaud                    | 28  | Robert Mazaud           |       | Delahaye 135CS      | Delahaye 3.6L I6                        |        |
| Officine A. Maserati         | 30  | Luigi Villoresi         |       | Maserati 8CTF       | Maserati 3.0L I8 Kompressor             |        |
| Officine A. Maserati         | 32  | Paul Pietsch            |       | Maserati 8CTF       | Maserati 3.0L I8 Kompressor             |        |
| Officine A. Maserati         | 34  | Armand Hug              | DNA c | Maserati            |                                         |        |
| A. Mandirola                 | 36  | Adolfo Mandirola        |       | Maserati 8CM        | Maserati 3.0L I8 Kompressor             |        |
| Süddeutsche Renngemeinschaft | 38  | Hans Dipper             | DNA   | Maserati 6CM        | Maserati 1.5L I6 Kompressor             |        |
| Süddeutsche Renngemeinschaft | 40  | Leonhard Joa            |       | Maserati 4CM/1937   | Maserati 1.5L I4 Kompressor             |        |

## Startaufstellung
| 3                     |                       | 2                          |                    | 1                     |
| --------------------- | --------------------- | -------------------------- | ------------------ | --------------------- |
| Caracciola 9:56,0 min |                       | von Brauchitsch 9:51,0 min |                    | Lang 9:43,1 min       |
|                       | 5                     |                            | 4                  |                       |
|                       | Brendel 10:09,4 min   |                            | Müller 9:53,9 min  |                       |
| 8                     |                       | 7                          |                    | 6                     |
| Pietsch 10:14,0 min   |                       | Stuck 10:13,4 min          |                    | Nuvolari 10:11,2 min  |
|                       | 10                    |                            | 9                  |                       |
|                       | Hasse 10:22,3 min     |                            | Meier 10:19,0 min  |                       |
| 13                    |                       | 12                         |                    | 11                    |
| Sommer 12:03,3 min    |                       | Dreyfus 11:28,0 min        |                    | Villoresi 10:26,0 min |
|                       | 15                    |                            | 14                 |                       |
|                       | „Raph“ 12:16,2 min    |                            | Joa 12:15,2 min    |                       |
|                       | 17                    |                            | 16                 |                       |
|                       | Mandirola 13:12,2 min |                            | Mazaud 12:53,0 min |                       |

## Rennergebnis
| Pos. | Nr. | Fahrer                  | Konstrukteur  | Runden   | Zeit        | Ausfallgrund            | EM-Punkte |
| ---- | --- | ----------------------- | ------------- | -------- | ----------- | ----------------------- | --------- |
| 1    | 16  | Rudolf Caracciola       | Mercedes-Benz | 22       | 4:08:41,4 h |                         | 1         |
| 2    | 06  | Hermann Paul Müller     | Auto Union    | 22       | + 0057,9 s  |                         | 2         |
| 3    | 32  | Paul Pietsch            | Maserati      | 21       | + 1 Runde   |                         | 3         |
| 4    | 24  | René Dreyfus            | Delahaye      | 20       | + 2 Runden  |                         | 4         |
| 5    | 26  | „Raph“                  | Delahaye      | 19       | + 3 Runden  |                         | 4         |
| 6    | 28  | Robert Mazaud           | Delahaye      | 19       | + 3 Runden  |                         | 4         |
| 7    | 40  | Leonhard Joa            | Maserati      | 19       | + 3 Runden  |                         | 4         |
| DNF  | 02  | Tazio Nuvolari          | Auto Union    | 18       |             | Motor                   | 4         |
| DNF  | 08  | Rudolf Hasse            | Auto Union    | 11       |             | Unfall                  | 5         |
| DNF  | 10  | Georg Meier             | Auto Union    | 10 / 13? |             | Achsschenkel            | 6         |
| DQ   | 36  | Adolfo Mandirola        | Maserati      | 9        |             | falscher Tankvorgang    | 8         |
| DNF  | 30  | Luigi Villoresi         | Maserati      | 6        |             | Dreher / Kraftstofftank | 6         |
| DNF  | 14  | Manfred von Brauchitsch | Mercedes-Benz | 6        |             | Kraftstofftank          | 7         |
| DNF  | 22  | Heinz Brendel           | Mercedes-Benz | 3        |             | Unfall                  | 7         |
| DNF  | 16  | Hermann Lang            | Mercedes-Benz | 2        |             | Motor                   | 7         |
| DNF  | 22  | Raymond Sommer          | Alfa Romeo    | 0        |             | Motor                   | 7         |
| DNF  | 04  | Hans Stuck              | Auto Union    | 0        |             | Kraftstoffleitung       | 7         |

Schnellste Rennrunde:  Rudolf Caracciola (Mercedes-Benz), 10:24,2 min? = 131,6 km/h